# Saint-Laurent-du-Pape
Saint-Laurent-du-Pape är en kommun i departementet Ardèche i regionen Auvergne-Rhône-Alpes i sydöstra Frankrike. Kommunen ligger  i kantonen La Voulte-sur-Rhône som ligger i arrondissementet Privas. År 2022 hade Saint-Laurent-du-Pape 1 617 invånare.

## Befolkningsutveckling
Antalet invånare i kommunen Saint-Laurent-du-Pape
Referens: INSEE

## Galleri

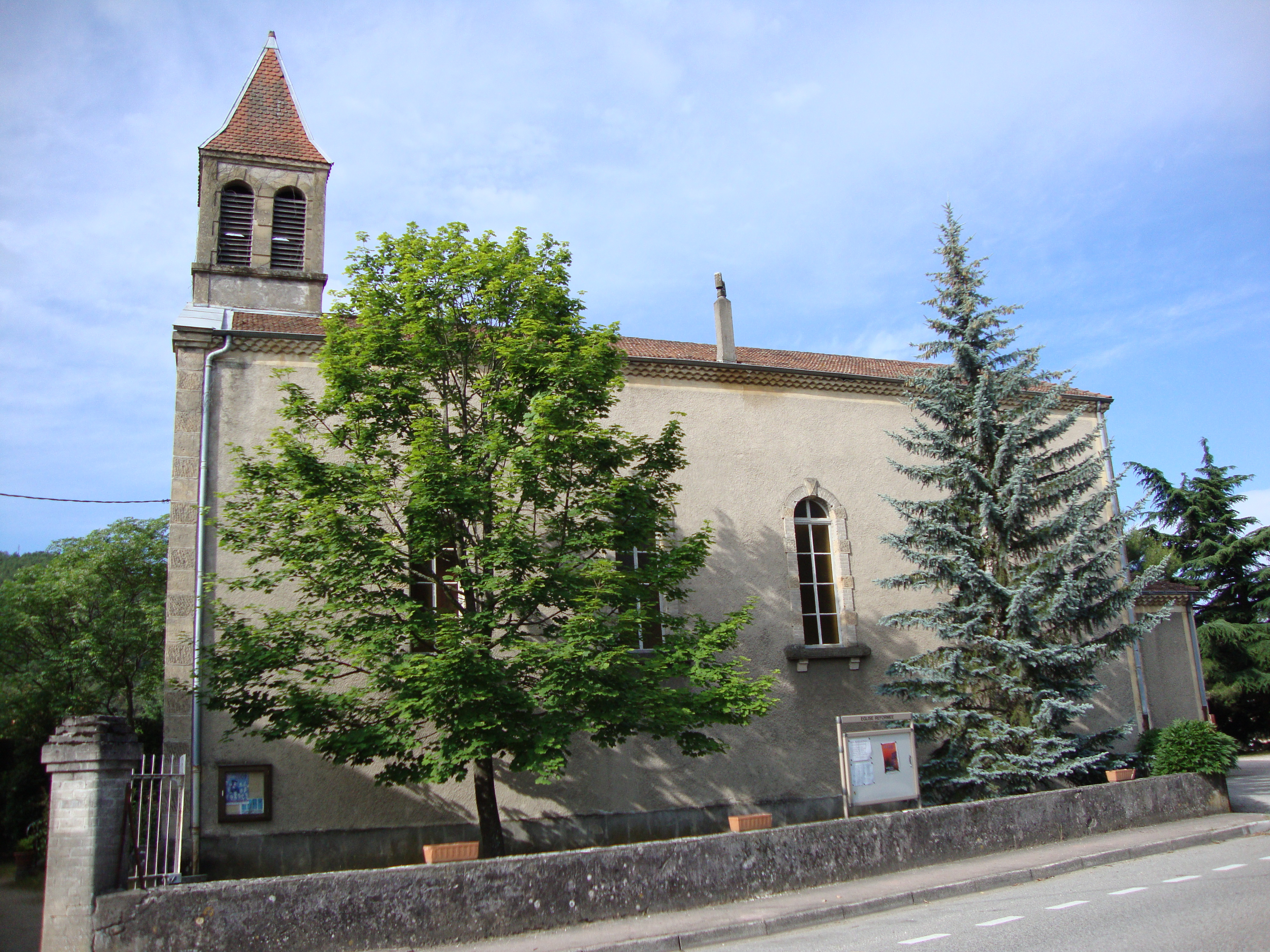
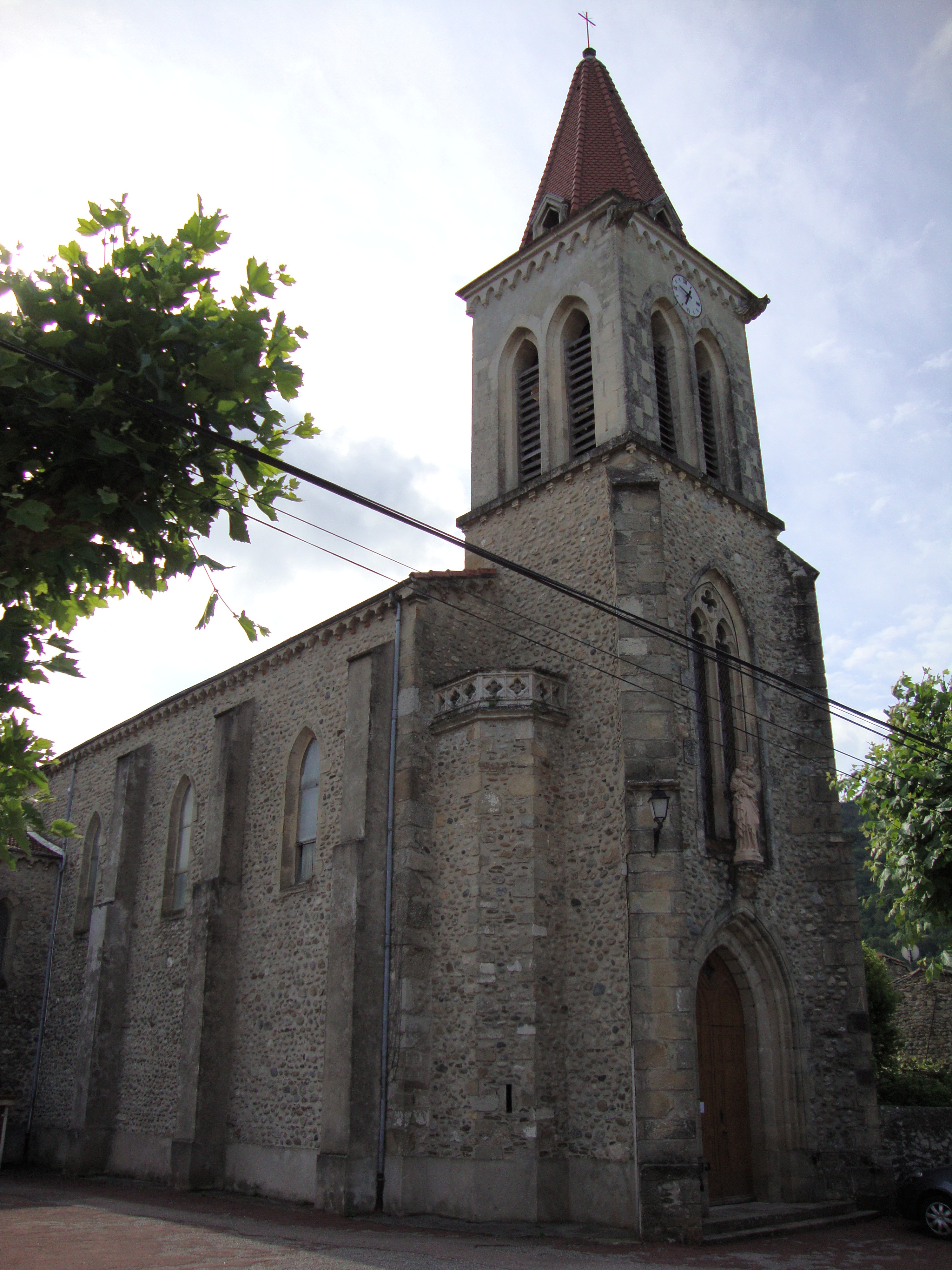